# Platnicknia coxana
Platnicknia coxana là một loài nhện trong họ Pholcidae. Loài này được phát hiện ở Cuba và là loài điển hình của chi Platnicknia.